# Campeonato Africano de Atletismo de 2012 - 10000 m feminino
A prova dos 10000 metros feminino do Campeonato Africano de Atletismo de 2012 foi disputada no dia 30 de junho de 2012 no Estádio Charles de Gaulle em Porto Novo,  no Benim. 

## Recordes
Antes desta competição, os recordes mundiais e do campeonato nesta prova eram os seguintes:
|                       | Nome             | Nacionalidade | Tempo      | Local   | Data                  |
| --------------------- | ---------------- | ------------- | ---------- | ------- | --------------------- |
| Recorde mundial       | Wang Junxia      | China         | 29m 31s 78 | Pequim  | 8 de setembro de 1993 |
| Recorde do campeonato | Edith Masai      | Quênia        | 31m 27s 96 | Bambous | 12 de agosto de 2006  |
| Recorde africano      | Meselech Melkamu | Etiópia       | 29m 53s 80 | Utrecht | 14 de junho de 2009   |

## Medalhistas
| Ouro                 | Prata                           | Bronze            |
| Gladys Cherono (KEN) | Priscah Jepleting Cherono (KEN) | Betsy Saina (KEN) |

## Cronograma
Todos os horários são locais (UTC+1).
| Data        | Hora  | Evento |
| ----------- | ----- | ------ |
| 30 de junho | 16:35 | Final  |

## Resultado final
| Posição           | Atleta                    | Nacionalidade | Tempo    | Nota |
| ----------------- | ------------------------- | ------------- | -------- | ---- |
| Medalha de ouro   | Gladys Cherono            | Quênia        | 32:41.40 |      |
| Medalha de prata  | Priscah Jepleting Cherono | Quênia        | 32:45.73 |      |
| Medalha de bronze | Betsy Saina               | Quênia        | 32:48.36 |      |
| 4                 | Merima Mohammed           | Etiópia       | 33:09.25 |      |
| 5                 | Mihret Derbe              | Etiópia       | 33:45.88 |      |
| 6                 | Claudette Mukasakindi     | Ruanda        | 33:51.57 |      |
| 7                 | Afera Godfay              | Etiópia       | 34:30.23 |      |
| 99 !              | Mammie Konneh             | Serra Leoa    | DNS      |      |

Legenda
| Recorde mundial       | Recorde mundial (World record)               |                       | Recorde africano                      | Recorde africano (African) |                                           | Q | Classificado por posição (Qualified) |
| Recorde do campeonato | Recorde do campeonato (Championship record)  | Recorde da América    | Recorde da América (Americas)         | q                          | Classificado por melhor tempo (Qualified) |   |                                      |
| Melhor marca do ano   | Melhor marca do ano (World leading)          | Recorde asiático      | Recorde asiático (Asian)              | DNS                        | Não largou (Did not start)                |   |                                      |
| Recorde nacional      | Recorde nacional (National record)           | Recorde europeu       | Recorde europeu (European)            | DNF                        | Não terminou (Did not finish)             |   |                                      |
| Recorde pessoal       | Recorde pessoal do atleta (Personal best)    | Recorde da Oceania    | Recorde da Oceania (Oceania)          | DSQ / DQ                   | Desclassificado (Disqualified)            |   |                                      |
| Recorde da temporada  | Recorde da temporada do atleta (Season best) | Recorde sul-americano | Recorde sul-americano (South America) | NM                         | Sem marca (No mark)                       |   |                                      |